# Licence to Funk

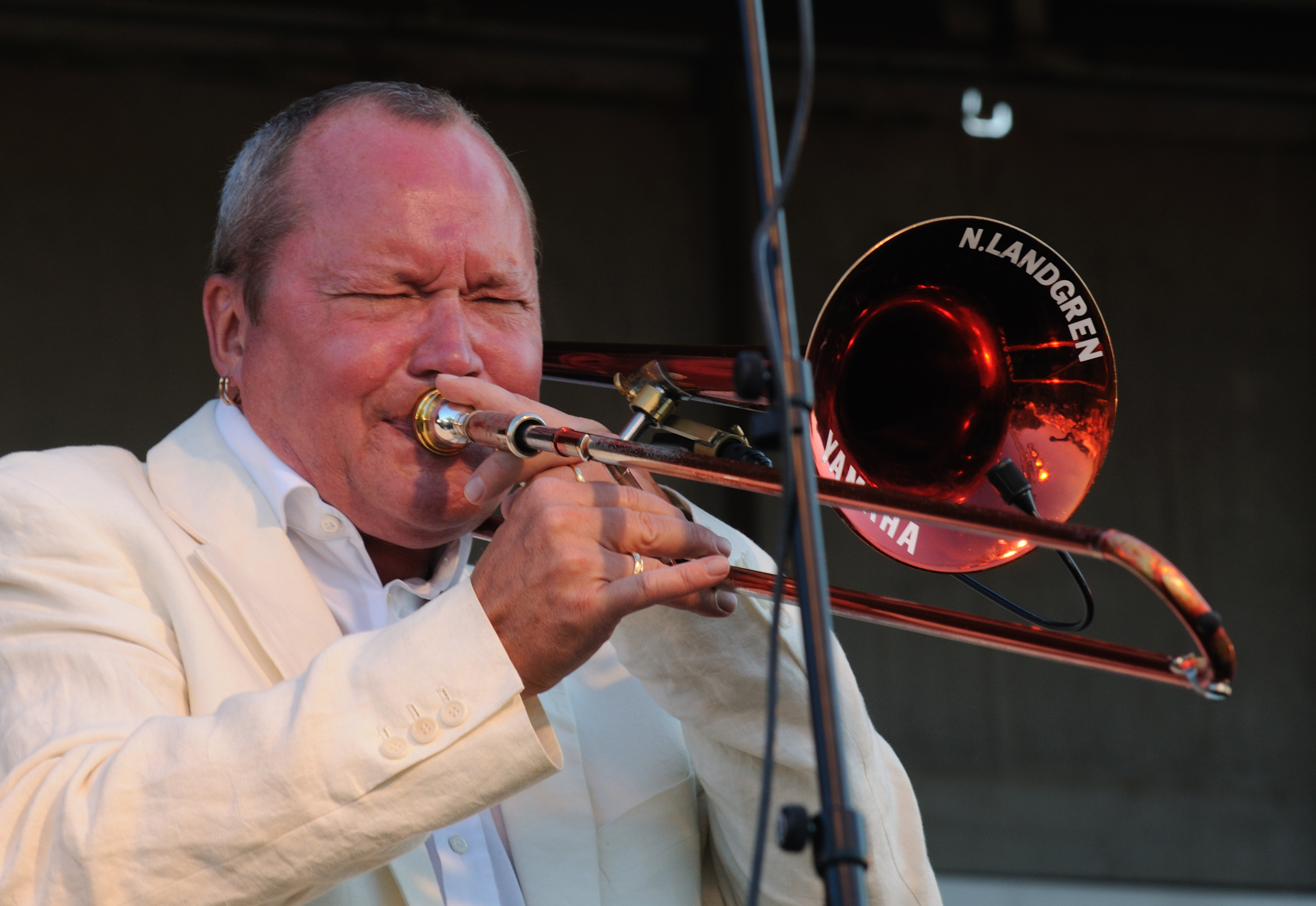
Nils Landgren

Licence to Funk ist ein Funkjazz-Album von Nils Landgren Funk Unit, das im Jahr 2007 aufgenommen und veröffentlicht wurde.

## Hintergrund
Licence to Funk ist das achte Album der Nils Landgren Funk Unit. Nils Landgren gelang es, für das Album den Funkgitarristen Ray Parker Jr., der sich Ende der 1990er Jahre aus dem Musikgeschäft zurückgezogen hatte, für das Album zu gewinnen, nachdem er bereits im Jahr 2005 mit Landgren und Joe Sample für ein Albumprojekt zusammenarbeitete.
Das Album ist eine Hommage an den Funk der 1970er Jahre und enthält Coverstücke wie House Party von Fred Wesley oder Quincy Jones Stuff Like That sowie Stix Hoopers Brazos River Breakdown. Daneben bietet das Album Eigenkompositionen von Landgren und anderen Bandmitgliedern. Trotz der Coverversionen und der Anleihen an die Musik der 1970er ist das Album nicht als Retro-Album anzusehen.

## Rezeption
Christian Genzel bewertete das Album bei allmusic mit dreieinhalb von fünf Sternen und schrieb:

“Despite the three cover tunes and the large number of comparisons the music brings to mind, Licence to Funk is neither a full retro album nor a slavish imitation of all those acts -- the Funk Unit is in top form, with tightly locked grooves and inspired soloing, and the record is an excellent showcase for a band that knows how to use a funk rhythm as a springboard to exciting interplay. While all of the musicians are great […], Ray Parker, Jr.'s presence is what gives the group that something extra: listening to his opening guitar licks on Freak U and the bluesy Secret alone makes you glad he's back.”

„Trotz der drei Coverversionen und der großen Zahl von Vergleichen, welche die Musik in den Sinn bringt, ist Licence to Funk weder ein volles Retro-Album noch eine sklavische Nachahmung all dieser Stücke – die Funk Unit ist in Top-Form, mit dicht gepackten Grooves und inspirierten Soli, und die Platte ist ein hervorragendes Beispiel für eine Band, wie man eine Funk-Rhythmus als Sprungbrett zu einem spannendes Wechselspiel nutzen kann. Obwohl alle Musiker großartig sind […], gibt die Ausstrahlung von Ray Parker Jr. der Gruppe das gewisse Etwas: seine Auftaktgitarren-Licks auf Freak U und das bluesige Secret zu hören allein macht einen froh, dass er zurück ist.“

2009 erhielt Licence to Funk unter anderem eine Platin-Schallplatte (Jazz-Award) für über 20.000 verkaufter Einheiten in Deutschland. Das Album zählt damit zu den meistverkauften Jazzalben in Deutschland.

## Albumstücke
1. House Party 5:05 (Fred Wesley)
2. Freak U 4:34 (Magnum Coltrane Price)
3. 24 Hours 4:30 (Nils Landgren)
4. Stuff Like That 5:39 (Quincy Jones, Nick Ashford, Valerie Simpson)
5. Slowfoot 5:49 (Wolfgang Haffner)
6. Capetown Shuffle 5:51 (Nils Landgren)
7. At Home 5:21 (Ray Parker Jr.)
8. Secret 4:40 (Ida Sundland)
9. Samplerayt 5:40 (Ida Sandlund)
10. For Those Who Like to Party 4:25 (Ida Sandlund)
11. Brazos River Breakdown 5:10 (Stix Hooper)
12. Tomomis Tune 6:57 (Magnum Coltrane Price)